# Zehdenick
Zehdenick (pol. Cydzynek lub Sadniki) – miasto we wschodnich Niemczech w kraju związkowym Brandenburgia, w powiecie Oberhavel. Według danych z 31 grudnia 2008 r. miasto zamieszkiwało 14 090 osób.
W Mildenbergu (obecnie część miasta) znajduje się zamknięta w 1991 cegielnia, produkująca w apogeum swojej działalności 700 mln cegieł rocznie i zajmująca obszar 40 ha. Obecnie muzeum ze strefą rekreacyjna i kolejką wąskotorową.

## Geografia
Miasto leży około 60 km na północ od Berlina, w regionie Ruppiner Land, nad rzeką Hawelą. 

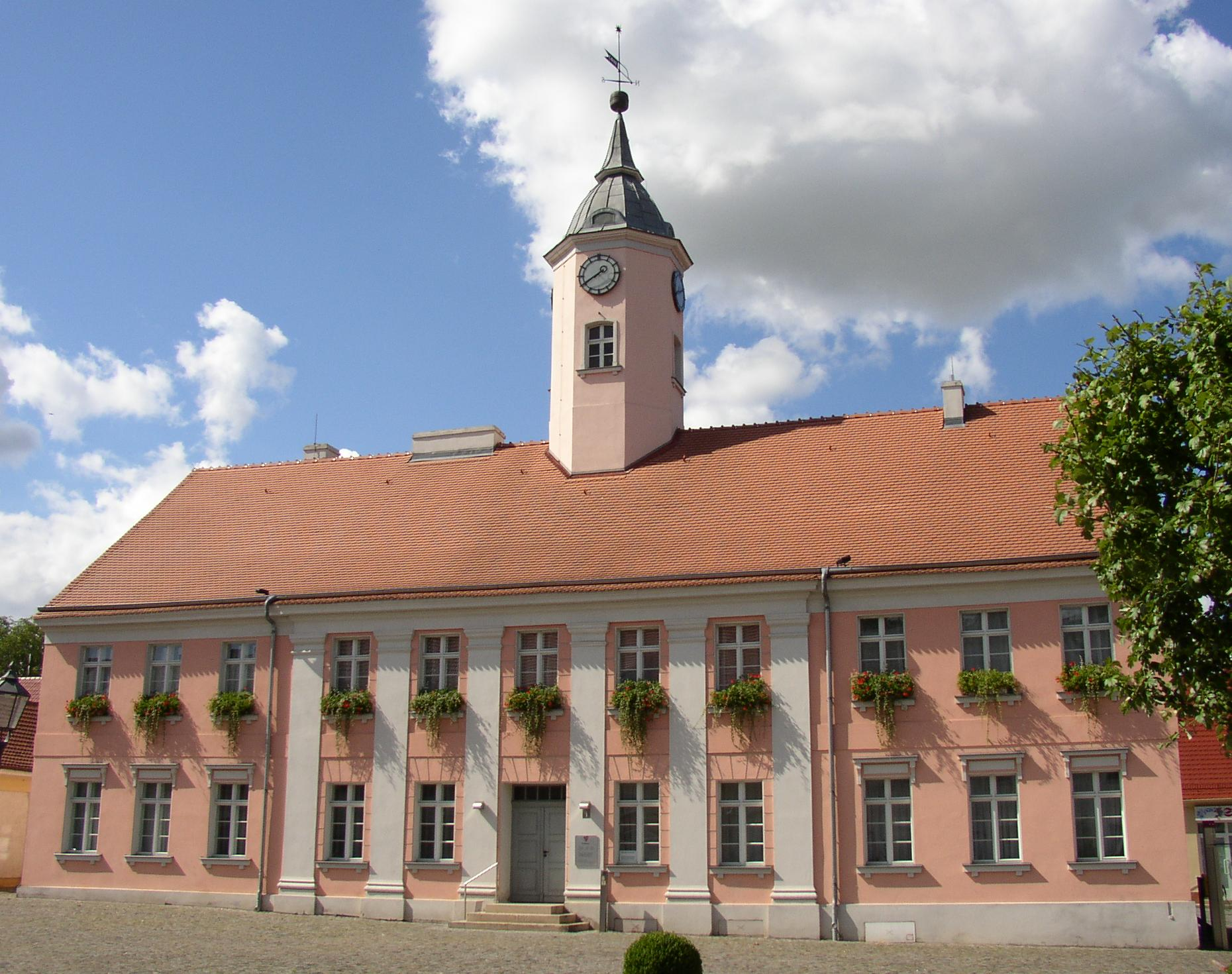
Ratusz
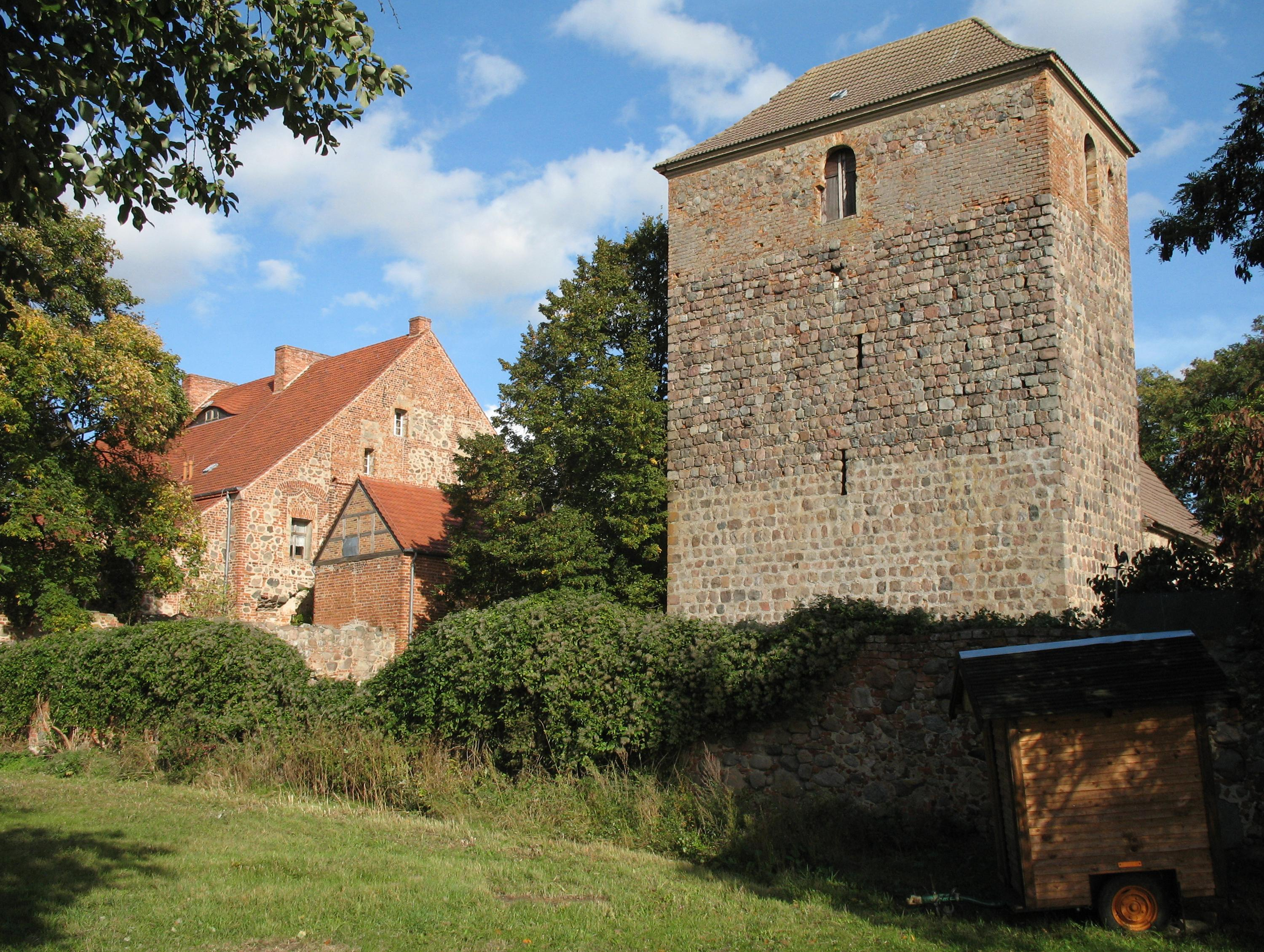
Kościół w Badingen
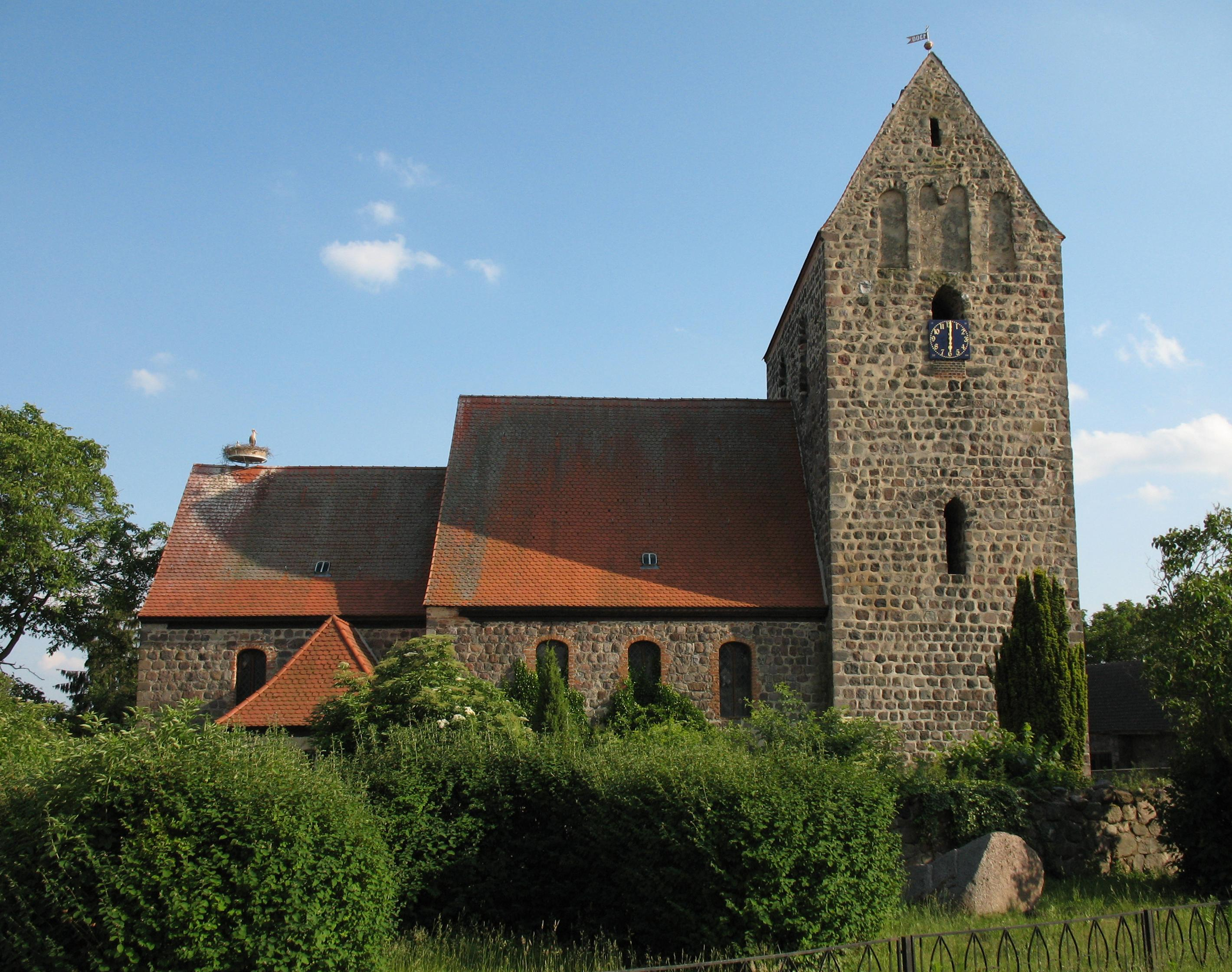
Kościół w Bergsdorf
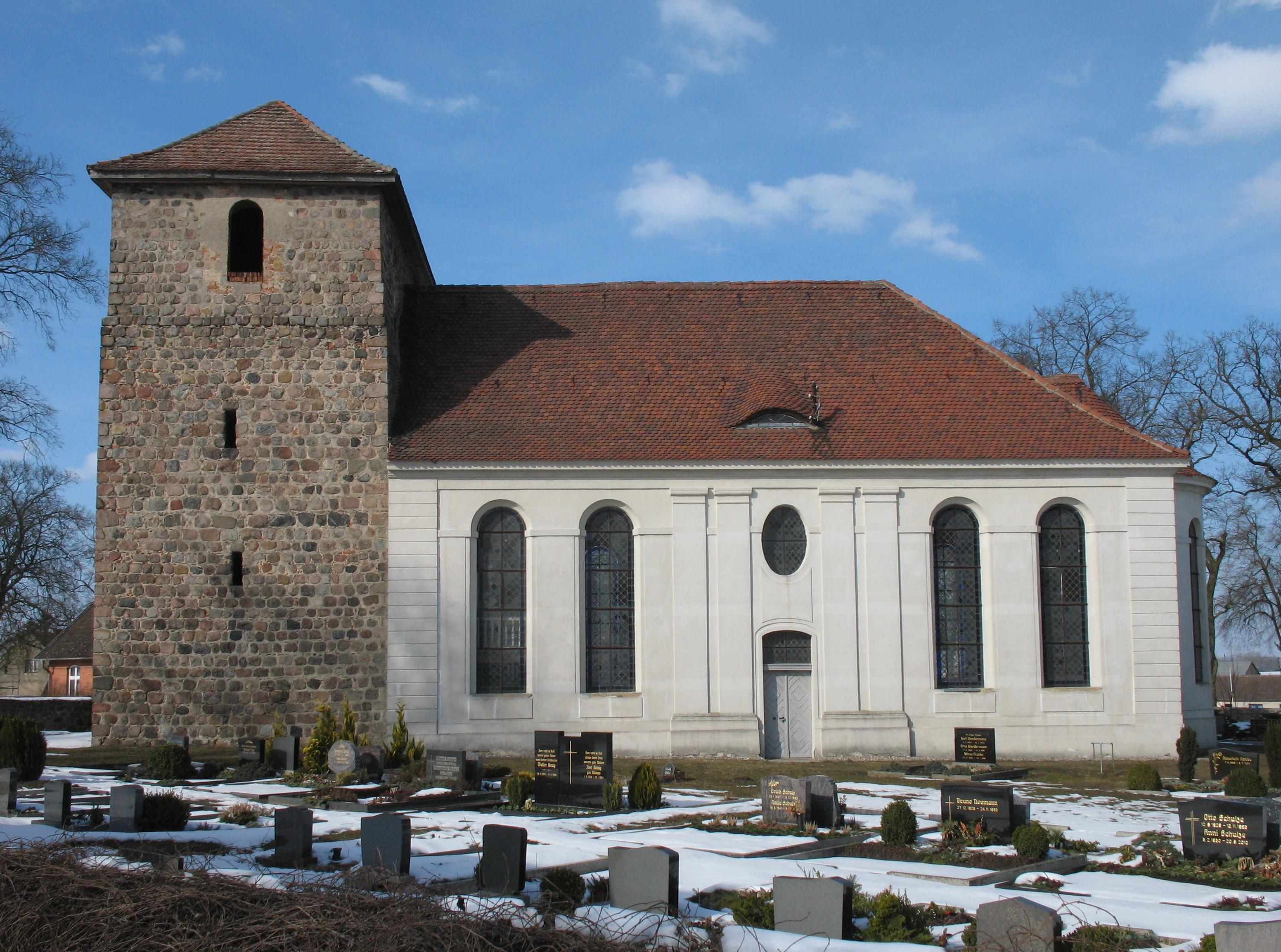
Kościół w Klein-Mutz
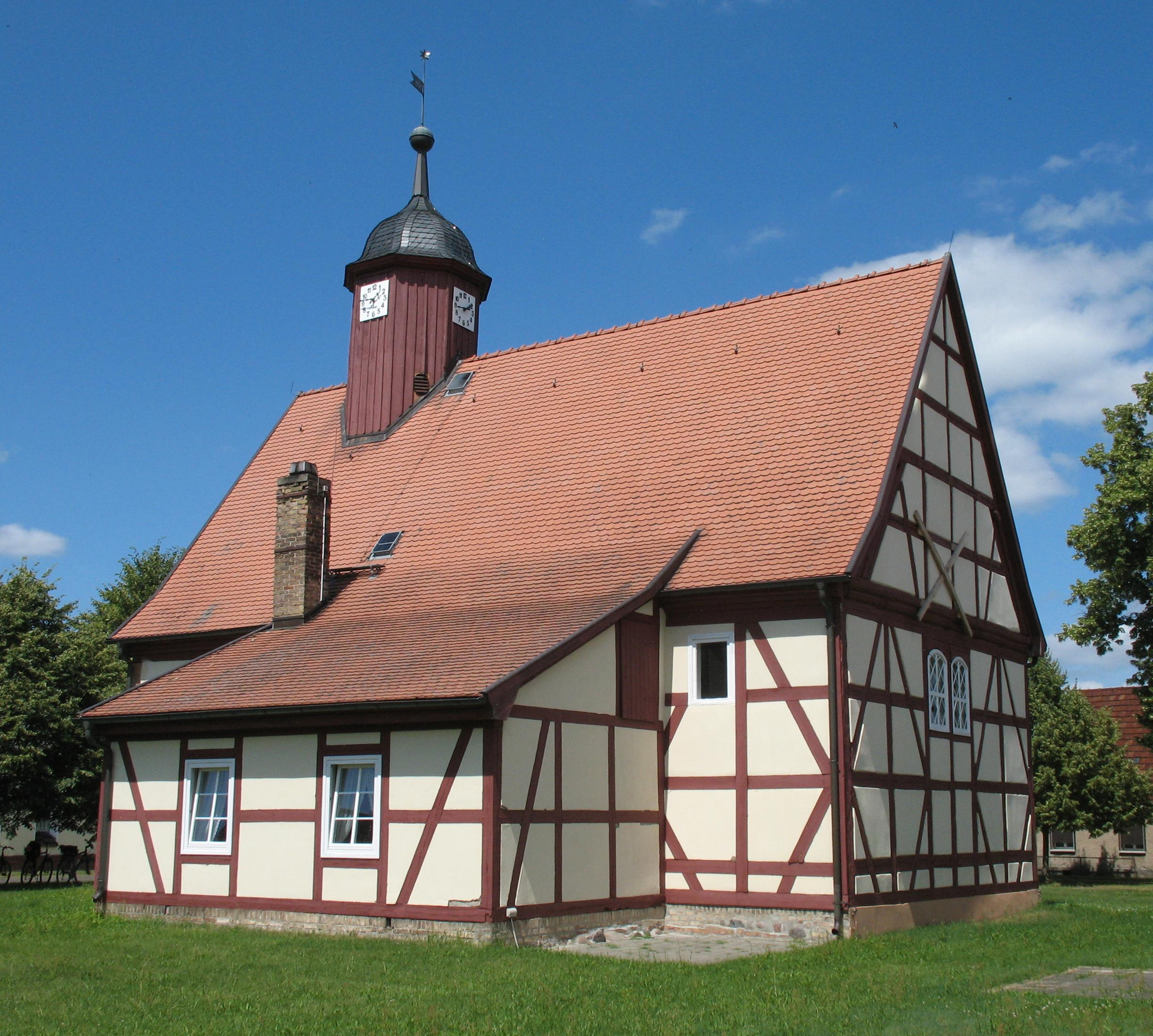
Kościół w Krewelin

## Współpraca zagraniczna
Zehdenick posiada umowy partnerskie z:
- Castrop-Rauxel, Nadrenia Północna-Westfalia
- Siemiatycze, Polska